# Sankt Andreas katedral, Kronstadt
Sankt Andreas katedral (även Sankt Andreaskatedralen eller Andrejevska katedralen, ryska:  Собор Андрея Первозванного) var en rysk-ortodox katedral i Kronstadt tre mil väster om Sankt Petersburg.
Sankt Andreas katedral i Kronstadt byggdes åren 1805–1817 och revs av bolsjevikerna 1932. Aposteln Andreas är skyddspatron för den ryska flottan.
Katedralen är av stor betydelse inom den rysk-ortodoxa kyrkan då helgonet Johannes av Kronstadt, en av den rysk-ortodoxa kyrkans mest betydande helgon, arbetade som präst i katedralen i över ett halvt sekel.